# Monte-Carlo Rolex Masters 2014
Monte-Carlo Rolex Masters 2014 byl profesionální tenisový turnaj mužů, hraný jako součást okruhu ATP World Tour, v areálu Monte Carlo Country Clubu na otevřených antukových dvorcích. Konal se mezi 12. až 20. dubnem 2014 ve francouzském příhraničním městě Roquebrune-Cap-Martin u Monte Carla jako 108. ročník turnaje.
Turnaj se po grandslamu řadil do druhé nejvyšší kategorie okruhu ATP World Tour Masters 1000 a jeho dotace činila 3 452 415 eur. Pošesté byla oficiálním generálním sponzorem švýcarská hodinářská společnost Rolex, jejíž název obsahoval pojmenování události.
V rámci kategorie Masters 1000 se nejednalo o událost s povinným startem hráčů. Zvláštní pravidla tak upravovaly přidělování bodů a počet hráčů. Z hlediska startujících do soutěže dvouhry a čtyřhry nastoupil počet tenistů obvyklý pro nižší kategorii ATP World Tour 500, zatímco body byly přidělovány podle rozpisu kategorie Masters 1000.
Obhájcem singlového titulu byl druhý hráč světa Novak Djoković ze Srbska, který ve finále předešlého ročníku ukončil rekordní zápis Rafaela Nadala do statistik otevřené éry tenisu. Srb přerušil Španělovu sérii osmi po sobě jdoucích titulů, což na jediném turnaji nikdo z mužů od roku 1968 nedokázal. Nadalova šňůra 46 výher na montecarloské antuce trvala mezi lety 2005–2013.
Soutěž dvouhry vyhrál Stanislas Wawrinka po finálovém vítězství nad krajanem Rogerem Federerem. Připsal si tak premiérový turnajový vavřín ze série ATP World Tour Masters 1000. Deblovou soutěž opanovala bratrská dvojice Boba a Mika Bryanových, čímž se Mike Bryan stal prvním tenistou historie, který dosáhl na 100 titulů ve čtyřhře.

## Distribuce bodů
| Soutěž       | Vítězové | F   | SF  | ČF  | 16 v kole | 32 v kole | 64 v kole | Q  | Q2 | Q1 |
| ------------ | -------- | --- | --- | --- | --------- | --------- | --------- | -- | -- | -- |
| dvouhra mužů | 1000     | 600 | 360 | 180 | 90        | 45        | 10        | 25 | 16 | 0  |
| čtyřhra mužů | 1000     | 600 | 360 | 180 | 90        | 45        | 0         |    |    |    |

## Dvouhra mužů

### Nasazení
| Stát                          | Hráč                | ATP | Nasazení |
| ----------------------------- | ------------------- | --- | -------- |
| Španělsko                     | Rafael Nadal        | 1.  | 1.       |
| Srbsko                        | Novak Djoković      | 2.  | 2.       |
| Švýcarsko                     | Stanislas Wawrinka  | 3.  | 3.       |
| Švýcarsko                     | Roger Federer       | 4.  | 4.       |
| Česko                         | Tomáš Berdych       | 5.  | 5.       |
| Španělsko                     | David Ferrer        | 6.  | 6.       |
| Francie                       | Richard Gasquet     | 10. | 7.       |
| Kanada                        | Milos Raonic        | 11. | 8.       |
| Francie                       | Jo-Wilfried Tsonga  | 12. | 9.       |
| Itálie                        | Fabio Fognini       | 13. | 10.      |
| Španělsko                     | Tommy Robredo       | 14. | 11.      |
| Bulharsko                     | Grigor Dimitrov     | 15. | 12.      |
| Rusko                         | Michail Južnyj      | 16. | 13.      |
| Jižní Afrika                  | Kevin Anderson      | 19. | 14.      |
| Španělsko                     | Nicolás Almagro     | 20. | 15.      |
| Polsko                        | Jerzy Janowicz      | 21. | 16.      |
| Ukrajina                      | Alexandr Dolgopolov | 22. | 17.      |
| Žebříček ATP k 7. dubnu 2014. |                     |     |          |

### Jiné formy účasti
Následující hráčí obdrželi divokou kartu do hlavní soutěže:
- Benjamin Balleret
- Simone Bolelli
- Roger Federer[5]
- Dominic Thiem

Následující hráči postoupili z kvalifikace:
- Jevgenij Donskoj
- Teimuraz Gabašvili
- David Goffin
- Michaël Llodra
- Paul-Henri Mathieu
- Albert Montañés
- Albert Ramos
  -  Pablo Carreño Busta – jako šťastný poražený
  -  Marinko Matosevic – jako šťastný poražený

#### Odhlášení
před zahájením turnajem
- Richard Gasquet
- Tommy Haas
- Florian Mayer
- Fernando Verdasco

v průběhu turnaje
- Nicolás Almagro

## Mužská čtyřhra

### Nasazení
| Spojené státy                                                                          | Bob Bryan        | Spojené státy | Mike Bryan             | 2.  | 1. |
| Rakousko                                                                               | Alexander Peya   | Brazílie      | Bruno Soares           | 6.  | 2. |
| Chorvatsko                                                                             | Ivan Dodig       | Brazílie      | Marcelo Melo           | 11. | 3. |
| Španělsko                                                                              | David Marrero    | Španělsko     | Fernando Verdasco      | 16. | 4. |
| Kanada                                                                                 | Daniel Nestor    | Srbsko        | Nenad Zimonjić         | 28. | 5. |
| Francie                                                                                | Michaël Llodra   | Francie       | Nicolas Mahut          | 29. | 6. |
| Polsko                                                                                 | Łukasz Kubot     | Švédsko       | Robert Lindstedt       | 35. | 7. |
| Francie                                                                                | Julien Benneteau | Francie       | Édouard Roger-Vasselin | 35. | 8. |
| Žebříček ATP k 7. dubnu 2014; číslo je součtem žebříčkového postavení obou členů páru. |                  |               |                        |     |    |

### Jiné formy účasti
Následující páry obdržely divokou kartu do hlavní soutěže:
- Romain Arneodo /  Benjamin Balleret
- Jérémy Chardy /  Gilles Simon

Následující pár nastoupl do čtyřhry z pozice náhradníka:
- Roberto Bautista-Agut /  Andreas Seppi

## Přehled finále

### Mužská dvouhra
- Stanislas Wawrinka vs.  Roger Federer, 4–6, 7–6(7–5), 6–2

### Mužská čtyřhra
- Bob Bryan /  Mike Bryan vs.  Ivan Dodig /  Marcelo Melo, 6–3, 3–6, [10–8]